# El Forn
El Forn es una localidad de Andorra, perteneciente a la parroquia de Canillo, situada en la ladera de una montaña. En 2010 contaba con 73 habitantes.